# Кортюг
Кортюг (в верховьях Большой Кортюг) — река в России, протекает по Павинскому и Вохомскому районам Костромской области. Устье реки находится в 3,5 км по левому берегу реки Вочь. Длина реки составляет 26 км. Площадь водосборного бассейна — 91,6 км².
Исток реки (под названием Большой Кортюг) находится в лесах юго-восточнее упразднённой деревни Черёмошница в 18 км к северо-востоку от посёлка Павино. Русло сильно извилистое, река несколько раз меняет направление течения с востока на юго-восток и юг. Верхнее течение проходит по ненаселённому лесу, в нижнем течении на берегах реки расположены деревни Данилята, Маручата и Макарята. Впадает в Вочь ниже деревни Макарята. Основные притоки — Малый Кортюг, после слияния с которым река и получает название Кортюг, и Долгая.

## Данные водного реестра
По данным государственного водного реестра России относится к Верхневолжскому бассейновому округу, водохозяйственный участок реки — Ветлуга от истока до города Ветлуга, речной подбассейн реки — Волга от впадения Оки до Куйбышевского водохранилища (без бассейна Суры). Речной бассейн реки — (Верхняя) Волга до Куйбышевского водохранилища (без бассейна Оки).
Код объекта в государственном водном реестре — 08010400112110000041271.